# Свєтланов Євген Федорович
Євге́н Фе́дорович Свєтла́нов (6 вересня 1928 Москва — 3 травня 2002 Москва) — радянський та російський диригент, композитор та піаніст, народний артист СРСР.

## Біографія
Народився у Москві. У 1951 закінчив Музично-педагогічний інститут ім. Гнесіних (клас композиції М. Ф. Гнесіна, клас фортепіано М. А. Гурвіч), у 1955 — Московську консерваторію (клас композиції Ю. А. Шапоріна, диригування — О. Гаука). Ще студентом став диригентом-асистентом Великого симфонічного оркестру Всесоюзного радіо і телебачення (1954). З 1955 диригент, в 1963—65 головний диригент Великого театру СРСР, де поставив опери «Царева наречена» Римського-Корсакова, «Чародійка» Чайковського, «Не лише любов» Щедрина (прем'єра, 1961), «Жовтень» Мураделі (прем'єра, 1964), балети (прем'єри) «Стежкою грому» Караєва (1959), «Сторінки життя» Баланчивадзе (1960), «Нічне місто» на музику Бартока (1962), «Паганіні» на музику Рахманінова (1963). З 1965 художній керівник і головний диригент Державного симфонічного оркестру СРСР, в 1992—2000 — головний диригент Резиденц-оркестру в Гаазі.

## Творчість
Свєтланов — видатний інтерпретатор російської радянської музики. Перший виконавець в СРСР багатьох творів радянських і зарубіжних композиторів («Жанна на вогнищі» Онеггера, «Турангаліла» Мессіана, «Свідок з Варшави» Шенберга). Свєтланов є також автором ряду власних творів — симфонії (1957), кантати, симфонічних поем, струнного квартету, вокальних і інструментальних творів. Гастролював за кордоном.
Нагороджений Ленінською премією (1972) за концертно-виконавську діяльність.
«Гран прі» (Франція) за запис всіх симфоній П. І. Чайковського, орденом Леніна, орденом Трудового Червоного Прапора і медалями, а також орденом Кирила і Мефодія 1 ступеня (Болгарія). Помер у Москві, похований на Ваганьківському кладовищі.